# C-groepcultuur

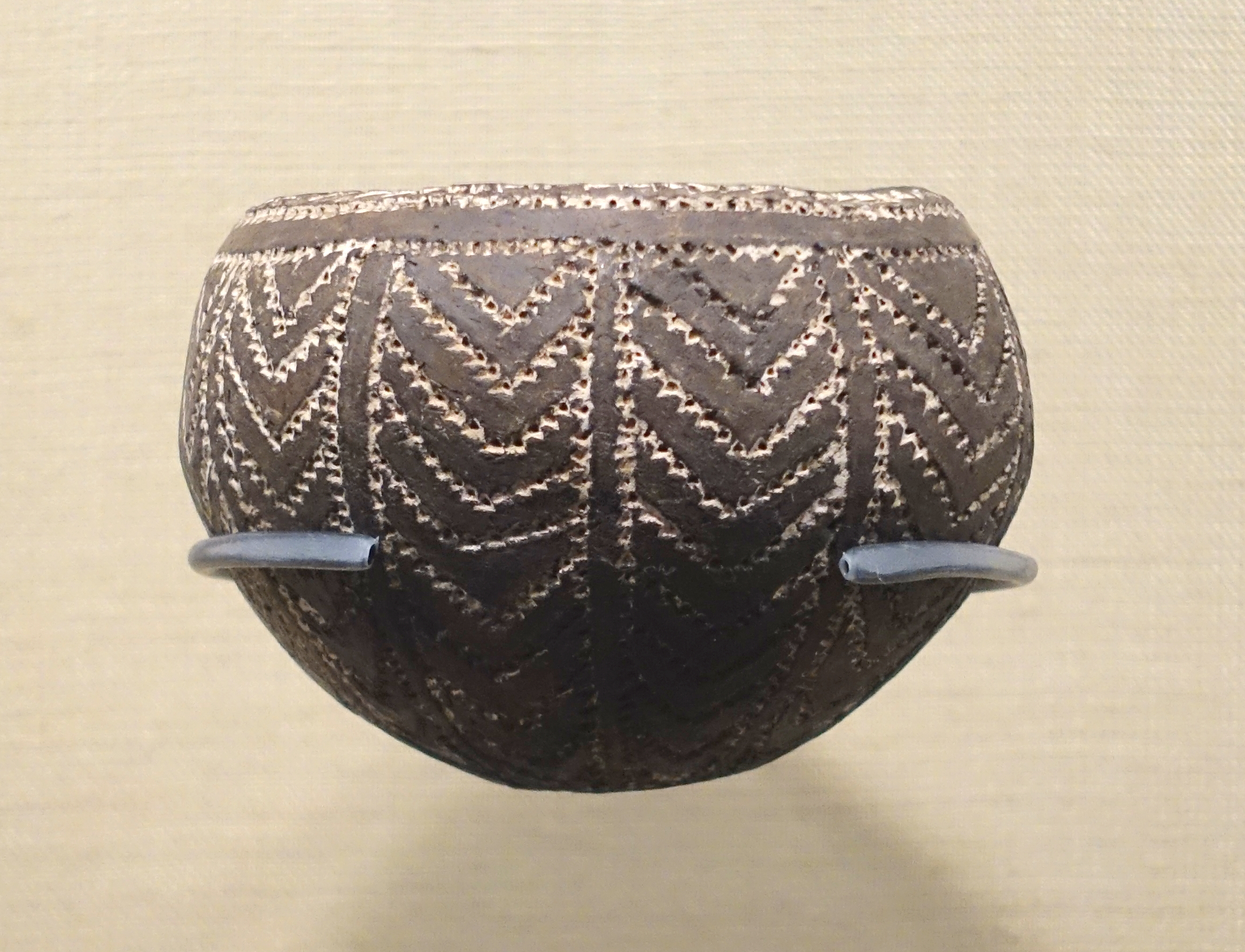
aardewerk met zogenaamd visgraat-motief, waarin de relatie met de oudere Wavy Line Pottery uit het Saharagebied zichtbaar is

De C-groepcultuur is een archeologische cultuur in Beneden-Nubië daterend van ca. 2400 tot 1550 v.Chr. De cultuur werd voor het eerst beschreven door de Amerikaanse archeoloog George Reisner. De C-groepcultuur volgde op de A-groepcultuur, ten tijde van de eindperiode van het Egyptische Oude Rijk. 
De C-groep is waarschijnlijk ontstaan door een binnendringen van herdersvolkeren uit de na het Holoceen subpluviaal droger wordende Sahara die zich met de lokale bevolking mengden. Recent is het gebied van de Wadi Howar (Gele Nijl) als mogelijke oorsprong aangegeven.
Het aardewerk is zwartgebrand, vaak met wit ingelegde geometrische patronen. De karakteristieke graven van de vroege C-groep bestonden uit eenvoudige steencirkels met in het midden een kuil met het lichaam, het geheel overdekt met een zandheuvel. Later werd de overledene in een met stenen beklede kamer gelegd, die in de laatste fase nog werd uitgebreid met een extra kamer aan de oostzijde voor de grafgiften. In enkele graven werden dolken, korte zwaarden en strijdknotsen gevonden.
Nederzettingen zijn slechts weinig gevonden. Aanvankelijk woonde men in tentachtige, later permanente rechthoekige hutten. Dit weerspiegelt de overgang van een nomadische naar een sedentaire levenswijze. Uit de eindfase zijn zelfs grotere ommuurde nederzettingen bekend, zoals bij Aniba en Sayala (na 1600 v.Chr.).
Men beoefende landbouw en semi-nomadische veeteelt met grote kuddes rundvee, in een gebied dat tegenwoordig te droog is voor een dergelijke beweiding. 
Tot nu toe zijn de meeste archeologische vondsten gedaan in Neder-Nubië en de Nijlvallei bij Dongola. Uit de tweede tussenperiode zijn ook vondsten in Egypte bekend, die mogelijk op migraties uit het zuiden wijzen. De noordgrens lag bij el-Kubanieh nabij Aswan. De zuidgrens is onzeker, met C-groep sites tot in Eritrea.
Bronnen uit de 6e dynastie van Egypte beschrijven Beneden-Nubië als verdeeld in meerdere kleine staatjes, waaronder Setjoe, Wawat, en Irjet. Tegelijkertijd was in Boven-Nubië het koninkrijk Kerma in opkomst. De relatie van de Kermacultuur met de C-groep is onduidelijk, maar de vroege Kermacultuur toont enige gelijkenissen met de C-groep en de verwante pangrafcultuur.
Tijdens het Middenrijk veroverde Egypte de Beneden-Nubische landen van de C-groep. Ten noorden van het tweede cataract werd het fort van Boehen gebouwd. Nadat de Egyptenaren zich tijdens de tweede tussenperiode terugtrokken uit Neder-Nubië kon Kerma haar macht naar het noorden uitbreiden. 
Met de verovering van Nubië door Thoetmosis I werd Beneden-Nubië deel van het Vicekoninkrijk Koesj en ging de C-groep op in de Egyptische cultuur.